# UFC 13
UFC 13: The Ultimate Force è stato un evento di arti marziali miste organizzato dalla Ultimate Fighting Championship il 30 maggio 1997 a Augusta (Georgia). L'evento è stato visto dal vivo su pay-per-view negli Stati Uniti e successivamente pubblicato su home video.

## Retroscena
UFC 13 prevedeva due tornei a quattro, un torneo dei pesi massimi per lottatori di peso pari o superiore a 200 libbre/91 kg e un torneo dei pesi leggeri per lottatori sotto le 200 libbre/91 kg, oltre a due incontri alternativi e un Superfight tra Vitor Belfort e Tank Abbott.
Questa è stata la prima apparizione di due futuri campioni UFC e membri della UFC Hall of Fame Randy Couture e Tito Ortiz, che era un sostituto nel torneo dei pesi leggeri.
Lo spettacolo prevedeva anche la prima e unica apparizione nell'UFC di Tony Halme che in precedenza era stato un wrestler professionista con la World Wrestling Entertainment (allora World Wrestling Federation) sotto il nome di Ludvig Borga.
Bruce Buffer è tornato per annunciare gli incontri, dopo aver fatto il suo debutto come annunciatore a UFC 10.
Questo è stato il secondo evento UFC ad avere due tornei invece di uno dopo UFC 12.

## Risultati
- Eventuale ripescaggio nel torneo dei Pesi Leggeri:  Tito Ortiz contro  Wes Albritton

Ortiz sconfisse Albritton per KO Tecnico (pugni) a 0:31.
- Eventuale ripescaggio nel torneo dei Pesi Massimi:  Jack Nilson contro  Saeed Hosseini

Nilson sconfisse Hosseini per KO Tecnico (pugni) a 1:24.
- Semifinale del torneo dei Pesi Leggeri:  Guy Mezger contro  Christophe Leininger

Mezger sconfisse Leininger per decisione divisa.
- Semifinale del torneo dei Pesi Leggeri:  Enson Inoue contro  Royce Alger

Inoue sconfisse Alger per sottomissione (armlock) a 1:37. Al termine della sfida Inoue s'infortunò e venne sostituito in finale da Ortiz.
- Semifinale del torneo dei Pesi Massimi:  Steven Graham contro  Dmitri Stepanov

Graham sconfisse Stepanov per sottomissione (armlock) a 1:30.
- Semifinale del torneo dei Pesi Massimi:  Randy Couture contro  Tony Halme

Couture sconfisse Halme per sottomissione (strangolamento da dietro) a 1:00.
- Finale del torneo dei Pesi Leggeri:  Guy Mezger contro  Tito Ortiz

Mezger sconfisse Ortiz per sottomissione (strangolamento a ghigliottina) a 2:00 e vinse il torneo dei pesi leggeri UFC 13.
- Finale del torneo dei Pesi Massimi:  Randy Couture contro  Steven Graham

Couture sconfisse Graham per KO Tecnico (pugni) a 3:13 e vinse il torneo dei pesi massimi UFC 13.
- Incontro categoria Pesi Massimi:  Vítor Belfort contro  Tank Abbott

Belfort sconfisse Abbott per KO Tecnico (pugni) a 0:53.